# Knivsta.Nu
Knivsta.Nu (KNU) är ett lokalt politiskt parti i Knivsta kommun. Det grundades i februari 2002 och är efter kommunvalet 2022 Knivsta kommuns största parti.

## Historik
Knivsta.Nu bildades i februari 2002. I valet samma år fick partiet 11,58 % och fyra mandat i kommunfullmäktige. Partiet satt i opposition fram till valet 2010, varefter de styrde kommunen en mandatperiod tillsammans med de borgerliga partierna. Efter valet 2014 samarbetade KNU med S, MP och V i oppositionsgruppen Kvartetten. Tillsammans hade dessa fyra partier 14 av 31 mandat. Allianspartierna hade då 15 och SD 2. Kenneth Gunnar, som var då ordförande i Knivsta.Nu, omvaldes till ordförande i kommunfullmäktige för åren 2015–2018.
I valet 2018 gick Knivsta.Nu framåt med 3 procentenheter och 519 röster, och fick totalt fem mandat, lika många som M och S. Efter valet bildade Socialdemokraterna, Moderaterna, Centerpartiet, Miljöpartiet och Vänsterpartiet en otraditionell majoritet. Som största oppositionsparti innehade Knivsta.Nu posten som oppositionskommunalråd genom sin gruppledare Lennart Lundberg.
I valet 2022 blev partiet det största i kommunen ökade till 27,51 % och nio mandat. Efter valet och den stora valframgången tog partiet över styret i kommunen genom ett samarbete med Kristdemokraterna, som får stöd av Sverigedemokraterna.

## Valresultat
| År   | Röster | %       | Mandat  |
| ---- | ------ | ------- | ------- |
| 2002 | 840    | 11,58 % | 4 av 31 |
| 2006 | 982    | 12,33 % | 4 av 31 |
| 2010 | 1 416  | 15,71 % | 5 av 31 |
| 2014 | 1 274  | 12,99 % | 4 av 31 |
| 2018 | 1 796  | 15,69 % | 5 av 31 |
| 2022 | 3 370  | 27,51 % | 9 av 31 |